# Рыскаль, Инна Валерьевна
И́нна Вале́рьевна Ры́скаль (азерб. İnna Valeryevna Rıskal; род. 15 июня 1944, Баку, Азербайджанская ССР, СССР) — советская волейболистка. Двукратная олимпийская чемпионка (1968 и 1972), чемпионка мира 1970, обладатель Кубка мира 1973, трёхкратная чемпионка Европы. Заслуженный мастер спорта СССР (1968).

## Биография
Родилась в Баку. Её отец Валерий Яковлевич Рыскаль был одним из лучших мотогонщиков страны.
В детстве занималась спортивной гимнастикой и легкой атлетикой. В 12-летнем возрасте Инна пришла в секцию волейбола, где начала постигать азы игры под руководством Ш. А. Шамхалова. Несмотря на небольшой по волейбольным меркам рост, Инна Рыскаль сразу обратила на себя внимание и уже в 15 лет дебютировала в команде «Нефтяник» (Баку), за которую выступала на протяжении всей своей карьеры. В её составе дважды становилась бронзовым призёром чемпионатов СССР. Серебряный призёр Спартакиады народов СССР и чемпионата СССР 1967 года в составе сборной Азербайджанской ССР.

Инна Рыскаль в атаке

Начала карьеру в сборной СССР в 16-летнем возрасте и оставалась в основном составе на протяжении 15 лет, получив от коллег прозвище «каспийская гроза» за силовой стиль игры. Неоднократно становилась победителем и призёром крупнейших международных соревнований, в том числе двукратной олимпийской чемпионкой (1968 и 1972), двукратным серебряным призёром Олимпиад (1964 и 1976) (вместе с американкой Джордан Ларсон является рекордсменкой среди волейболистов по числу медалей, завоёванных на Олимпийских играх), чемпионкой мира 1970, победителем первого розыгрыша Кубка мира 1973, трёхкратной чемпионкой Европы.
По окончании карьеры работала тренером в Баку в женской волейбольной спортшколе.
В 1988 году, после гибели брата, тяжело заболела, сделала операцию, после которой врачи рекомендовали переехать в регион с более мягким климатом. Оформив спортивную пенсию, переехала к сестре в Ставрополь. Через некоторое время вместе с мужем, обменяв квартиры, переехала в Москву.
В 2000 году Инна Рыскаль включена в Волейбольный Зал славы, находящийся в Холиоке (штат Массачусетс, США), который принято считать местом рождения волейбола. Стала первой в России, удостоенной этой чести. В 2001 году ФИВБ вручила Инне Рыскаль специальный приз «За выдающиеся достижения в мировом волейболе». При выборе лучшей волейболистки XX века заняла второе место, незначительно уступив только кубинке Регле Торрес.
В настоящее время проживает в городе Королёве Московской области. Муж (с 1968 года) — советский футболист Александр Сёмин (умер в 2016 году). Сыновья — Руслан и Ян.

## Достижения

### Клубные
- двукратный бронзовый призёр чемпионатов СССР в составе «Нефтяника» — 1966, 1972.

### Со сборными
- двукратная Олимпийская чемпионка — 1968, 1972;
  - двукратный серебряный призёр Олимпийских игр — 1964, 1976;
- чемпионка мира 1970;
  - двукратный серебряный призёр чемпионатов мира — 1962, 1974;
- победитель розыгрыша Кубка мира 1973;
- трёхкратная чемпионка Европы — 1963, 1967, 1971;
- чемпионка СССР 1976 в составе сборной СССР[4]
- чемпионка Всемирной Универсиады 1965 в составе студенческой сборной СССР;
- серебряный призёр Спартакиады народов СССР и чемпионата СССР 1967 в составе сборной Азербайджанской ССР;
- чемпионка Всесоюзной спартакиады школьников в составе сборной Азербайджанской ССР.

## Награды и звания
- Заслуженный мастер спорта СССР (1968)
- Орден Трудового Красного Знамени
- Медаль «За трудовую доблесть»
- Специальный приз ФИВБ «За выдающиеся достижения в мировом волейболе»
- Мастер спорта СССР (1962)[5].
- Специальная олимпийская стипендия Президента Азербайджанской Республики (2006)[6].

## Источник
- Волейбол. Энциклопедия/Сост. В. Л. Свиридов, О. С. Чехов. — Томск: Компания «Янсон», 2001.